# Chivatá
Chivatá è un comune della Colombia facente parte del dipartimento di Boyacá.
Il centro abitato venne fondato da Pedro Bravo de Rivera nel 1556.